# Lambda Leporis
Lambda Leporis (6 Leporis) é uma estrela na direção da constelação de Lepus. Possui uma ascensão reta de 05h 19m 34.53s e uma declinação de −13° 10′ 36.4″. Sua magnitude aparente é igual a 4.29. Considerando sua distância de 1076 anos-luz em relação à Terra, sua magnitude absoluta é igual a −3.30. Pertence à classe espectral B0.5IV.